# اس.کوپس
اس. کوپس (انگلیسی: S.Coups؛ زادهٔ ۸ اوت ۱۹۹۵) خواننده، و خواننده رپ اهل کره جنوبی است.